# Дискография на Кейти Пери

## Албуми

### Студийни Албуми
| Албум           | Детайли | Позиция в класация | Позиция в класация | Позиция в класация | Позиция в класация | Позиция в класация | Позиция в класация | Позиция в класация | Позиция в класация | Позиция в класация | Позиция в класация | Продажби | Сертификации |
| Албум           | Детайли |                    |                    |                    |                    |                    |                    |                    |                    | [ 1 ]              |                    | Продажби | Сертификации |
| --------------- | --- | ------------------ | ------------------ | ------------------ | ------------------ | ------------------ | ------------------ | ------------------ | ------------------ | ------------------ | ------------------ | --- | --- |
| Katy Hudson     | - 6 март, 2001 - Формат: CD, касет - Компания: Red Hill                                                                 | —                  | —                  | —                  | —                  | —                  | —                  | —                  | —                  | —                  | —                  | - Свят: 200 | |
| One Of The Boys | - 17 юни, 2008 - Формат: CD, LP, дигитално сваляне, стрийминг - Компания: Кепитъл Рекърдс                               | 9                  | 11                 | 6                  | 10                 | 7                  | 23                 | 17                 | 19                 | 6                  | 11                 | Свят: 6 000 000 - : 1 700 000 - : 675 000 - : 160 000 - : 140 000 - : 200 000 - : 300 000                               | - : Платинен - : 2 пъти платинен - : 2 пъти платинен - : 2 пъти платинен - : 2 пъти платинен - : 3 пъти златен - : Златен - : Златен - : Златен - : Златен                |
| Teenage Dream   | - 30 август, 2010 - Формат: CD, LP, дигитално сваляне, стрийминг - Компания: Кепитъл Рекърдс                            | 1                  | 1                  | 1                  | 3                  | 5                  | 3                  | 1                  | 11                 | 4                  | 1                  | Свят: 7 000 000 (с The Complete Confection) - : 3 000 000 - : 1 200 000 - : 320 000 - : 280 000 - : 200 000 - : 200 000 | - : 2 пъти платинен - : 4 пъти платинен - : 4 пъти платинен - : 4 пъти платинен - : 2 пъти платинен - : Платинен - : Платинен - : 2 пъти платинен - : Платинен - : Златен |
| Prism           | - Издаден: 27 октомври 2013 - Формат: CD, LP, дигитално сваляне, стрийминг - Компания: Кепитъл Рекърдс                  | 1                  | 1                  | 1                  | 4                  | 4                  | 5                  | 1                  | 3                  | 2                  | 1                  | Свят: 4 000 000 - : 1 700 000 - : 300 000 - : 160 000 - : 350 000 - : 100 000 - : 100 000                               | - : 2 пъти платинена - : Платинена - : 5 пъти платинена - : 2 пъти платинена - : Златен - : Златен - : Златен - : 2 пъти платинена - : Платинен - : Златен                |
| Witness         | - Издаден: 9 юни 2017 - Формат: CD, LP, дигитално сваляне, стрийминг - Компания: Кепитъл Рекърдс                        | 1                  | 2                  | 1                  | 4                  | 10                 | 6                  | 2                  | 7                  | 7                  | 6                  | Свят: 800 000 - : 200 000                                                                                               | - : Сребърен - : Златен - : Платинен - : Златен |
| Smile           | - Издаден: 28 август 2020 г. - Формат: CD, LP, аудиокасета, дигитално сваляне, стрийминг - Компания: Кепитъл Рекърдс    | 5                  | 2                  | 5                  | 17                 | 14                 | 10                 | 4                  | 58                 | 8                  | 5                  | | |
| 143             | - Издаден: 20 септември 2024 г. - Формат: CD, LP, аудиокасета, дигитално сваляне, стрийминг - Компания: Кепитъл Рекърдс | 6                  | 2                  | 42                 | 14                 | 16                 | 6                  | 9                  | 3                  | —                  | 6                  | | - : Златен |

### Преиздания
| Заглавие | Детайли | Позиция в класация                     | Позиция в класация                                                                 | Позиция в класация | Позиция в класация | Позиция в класация | Позиция в класация | Позиция в класация | Позиция в класация | Позиция в класация | Позиция в класация | Продажби |   |   |                 |
| -------- | ------- | -------------------------------------- | ---------------------------------------------------------------------------------- | ------------------ | ------------------ | ------------------ | ------------------ | ------------------ | ------------------ | ------------------ | ------------------ | -------- | - | - | --------------- |
| Заглавие | Детайли | Teeange Dream: The Complete Confection | - Издаден: 26 март 2012 - Формат: CD, дигитален формат - Компания: Кепитъл Рекърдс | 7                  | 5                  | —                  | 14                 | —                  | —                  | 2                  | —                  | Продажби | — | 6 | Свят: 1 000 000 |

### Лайв албуми
| Заглавие      | Детайли                                                                                    | Продажби   |
| ------------- | ------------------------------------------------------------------------------------------ | ---------- |
| MTV Unplugged | - Издаден: 17 ноември 2009 - Формат: CD, DVD, дигитален формат - Компания: Кепитъл Рекърдс | - : 55 000 |

## Сингли
| Година | Заглавие                                            | Позиция в класация | Позиция в класация | Позиция в класация | Позиция в класация | Позиция в класация | Позиция в класация | Позиция в класация | Позиция в класация | Позиция в класация | Позиция в класация | Сертификации | Албум                   |
| Година | Заглавие                                            |                    |                    |                    |                    |                    |                    |                    |                    | [ 1 ]              |                    | Сертификации | Албум                   |
| ------ | --------------------------------------------------- | ------------------ | ------------------ | ------------------ | ------------------ | ------------------ | ------------------ | ------------------ | ------------------ | ------------------ | ------------------ | --- | ----------------------- |
| 2008   | „I Kissed A Girl“                                   | 1                  | 1                  | 1                  | 5                  | 1                  | 1                  | 1                  | 1                  | 1                  | 1                  | - : 6 пъти платинен - : Платинен - : 3 пъти платинен - : 7 пъти платинен - : Златен - : Платинен - : Платинен - : Платинен - : Платинен                                | One Of The Boys         |
| 2008   | „Hot N Cold“                                        | 3                  | 4                  | 1                  | 10                 | 2                  | 2                  | 5                  | 2                  | 1                  | 4                  | - : 7 пъти платинен - : Платинен - : 5 пъти платинен - : 6 пъти платинен - : Платинен - : Платинен - : Платинен                                                        | One Of The Boys         |
| 2009   | „Thinking Of You“                                   | 29                 | 34                 | 24                 | 11                 | 19                 | 14                 | —                  | 29                 | 45                 | 27                 | - : Платинена - : Платинена | One Of The Boys         |
| 2009   | „Waking Up In Vegas“                                | 9                  | 11                 | 2                  | —                  | 33                 | —                  | 9                  | 32                 | 69                 | 19                 | - : 2 пъти платинен - : Златен - : Сребърен - : Платинен | One Of The Boys         |
| 2010   | „California Gurls“ (с участието на Снуп Дог)        | 1                  | 1                  | 1                  | 5                  | 3                  | 3                  | 1                  | 8                  | 4                  | 1                  | - : 8 пъти платинен - : Платинен - : 6 пъти платинен - : 4 пъти платинен - : Платинен - : Платинен - : Платинен                                                        | Teenage Dream           |
| 2010   | „Teenage Dream“                                     | 1                  | 2                  | 2                  | 6                  | 6                  | 9                  | 1                  | 21                 | 8                  | 2                  | - : 7 пъти платинен - : Платинен - : 6 пъти платинен - : 4 пъти платинен - : Златен - : Платинен - : Златен                                                            | Teenage Dream           |
| 2010   | „Firework“                                          | 1                  | 3                  | 1                  | 7                  | 4                  | 4                  | 1                  | 4                  | 3                  | 3                  | - : Диамантен (11 пъти платинен) - : 2 пъти платинен - : 9 пъти платинен - : 6 пъти платинен - : Златен - : 2 пъти платинен - : 2 пъти платинен - : Платинен           | Teenage Dream           |
| 2011   | „E.T.“ (с участието на Кание Уест)                  | 1                  | 5                  | 1                  | 10                 | 9                  | 9                  | 1                  | 12                 | 14                 | 3                  | - : 8 пъти платинен - : Платинен - : 3 пъти платинен - : 4 пъти платинен - : Златен - : Платинен - : Платинен                                                          | Teenage Dream           |
| 2011   | „Last Friday Night (T.G.I.F.)“                      | 1                  | 5                  | 1                  | 22                 | 15                 | 9                  | 4                  | 33                 | 20                 | 9                  | - : 6 пъти платинен - : Платинен - : 4 пъти платинен - : 4 пъти платинен - : Платинен - : Платинен - : Златен                                                          | Teenage Dream           |
| 2011   | „The One That Got Away“                             | 3                  | 27                 | 2                  | 30                 | 34                 | 39                 | 12                 | —                  | 33                 | 18                 | - : 4 пъти платинен - : Златен - : 2 пъти платинен - : 2 пъти платинен - : Златен - : Златен                                                                           | Teenage Dream           |
| 2012   | „Part Of Me“                                        | 1                  | 5                  | 1                  | 13                 | 20                 | 14                 | 1                  | —                  | 33                 | 1                  | - : 4 пъти платинен - : Златен - : 3 пъти платинен - : 3 пъти платинен - : Златен - : Платинен                                                                         | The Complete Confection |
| 2012   | „Wide Awake“                                        | 3                  | 4                  | 1                  | 33                 | 39                 | 11                 | 1                  | —                  | 21                 | 9                  | - : 5 пъти платинен - : Златен - : 6 пъти платинен - : 3 пъти платинен - : Платинен - : Платинен                                                                       | The Complete Confection |
| 2013   | „Roar“                                              | 1                  | 1                  | 1                  | 5                  | 2                  | 4                  | 1                  | 5                  | 3                  | 1                  | - : Диамантен (10 пъти платинен) - : 2 пъти платинен - : 11 пъти платинен - : 9 пъти платинен - : Платинен - : 2 пъти платинен - : 4 пъти платинен - : 4 пъти платинен | Prism                   |
| 2013   | „Unconditionally“                                   | 14                 | 11                 | 13                 | 38                 | 22                 | 6                  | 26                 | 48                 | 27                 | 25                 | - : 2 пъти платинен - : Сребърен - : Платинен - : Платинен - : Платинен - : Златен                                                                                     | Prism                   |
| 2014   | „Dark Horse“ (с участието на Джуси Джей)            | 1                  | 5                  | 1                  | 6                  | 6                  | 5                  | 2                  | 2                  | 4                  | 4                  | - : Диамантен (10 пъти платинен) - : Платинен - : 7 пъти платинен - : Платинен - : 3 пъти платинен - : 2 пъти платинен - : 4 пъти платинен                             | Prism                   |
| 2014   | „Birthday“                                          | 17                 | 25                 | 7                  | 57                 | 69                 | 49                 | 17                 | —                  | —                  | 22                 | - : Платинен - : Сребърен - : Платинен - : Платинен - : Златен | Prism                   |
| 2014   | „This Is How We Do“                                 | 24                 | 18                 | 9                  | 41                 | 34                 | 34                 | 13                 | 26                 | 36                 | 33                 | - : Платинен - : Сребърен - : Платинен - : Платинен - : Златен - : Платинен                                                                                            | Prism                   |
| 2016   | „Rise“                                              | 11                 | 1                  | 13                 | 3                  | 39                 | 51                 | 26                 | —                  | 15                 | 25                 | - : Платинен - : Златен - : Златен | Невключен в албум       |
| 2017   | „Chained to the Rhythm“ (с участието на Скип Марли) | 4                  | 4                  | 3                  | 7                  | 6                  | 10                 | 8                  | 9                  | 6                  | 5                  | - : Платинен - : Платинен - : Платинен - : 2 пъти платинен - : Платинен - : Златен - : 2 пъти платинен - : Златен                                                      | Witness                 |
| 2017   | „Bon Appétit“ (с участието на Мигос)                | 59                 | 35                 | 14                 | 9                  | 47                 | 48                 | —                  | 54                 | 36                 | 37                 | - : Златен - : Сребърен - : Златен - : Златен - : Златен | Witness                 |
| 2017   | „Swish Swish“ (с участието на Ники Минаж)           | 46                 | 22                 | 13                 | 24                 | 76                 | 73                 | —                  | 53                 | 46                 | 19                 | - : Платинен - : Златен - : Платинен - : Златен - : Златен | Witness                 |
| 2019   | „365“ (колаборация със Зед)                         | 86                 | 38                 | 52                 | 129                | 72                 | 68                 | —                  | 60                 | 59                 | 37                 | - : Златен | Невключен в албум       |
| 2019   | „Never Really Over“                                 | 15                 | 7                  | 7                  | 102                | 47                 | 32                 | 14                 | 44                 | 21                 | 12                 | - : Златен - : Златен - : 2 пъти платинен - : Златен - : Златен | Smile                   |
| 2019   | „Small Talk“                                        | 81                 | 33                 | 56                 | —                  | —                  | —                  | —                  | 62                 | 91                 | 43                 | - : Златен | Невключен в албум       |
| 2019   | „Harleys in Hawaii“                                 | —                  | 36                 | 71                 | 85                 | —                  | —                  | —                  | —                  | 72                 | 45                 | - : Златен | Smile                   |
| 2020   | Never Worn White                                    | —                  | —                  | 95                 | —                  | —                  | —                  | —                  | —                  | —                  | 97                 | | Невключен в албум       |
| 2020   | Daisies                                             | 40                 | 37                 | 37                 | —                  | —                  | 70                 | —                  | —                  | 57                 | 37                 | - : Златен - : Златен | Smile                   |
| 2021   | "When I'm Gone" (колаборация със Alesso)            | 90                 | 96                 | 54                 | —                  | 88                 | —                  | —                  | 91                 | —                  | 49                 | | Невключен в албум       |
| 2024   | "Woman's World"                                     | 63                 | —                  | 77                 | 163                | —                  | —                  | —                  | —                  | —                  | 47                 | | 143                     |
| 2024   | "I'm His, He's Mine" (с участието на Дочи)          | —                  | —                  | —                  | —                  | —                  | —                  | —                  | —                  | —                  | —                  | | 143                     |

### Сингли като партниращ си артист
| Година | Заглавие                                                                    | Позиция в класация | Позиция в класация | Позиция в класация | Позиция в класация | Позиция в класация | Позиция в класация | Позиция в класация | Позиция в класация | Позиция в класация | Позиция в класация | Сертификати |
| Година | Заглавие                                                                    |                    |                    |                    |                    |                    |                    |                    |                    | [ 1 ]              |                    | Сертификати |
| ------ | --------------------------------------------------------------------------- | ------------------ | ------------------ | ------------------ | ------------------ | ------------------ | ------------------ | ------------------ | ------------------ | ------------------ | ------------------ | --- |
| 2009   | „Starstrukk“ (песен на 3OH!3, с участието на Кейти Пери)                    | 66                 | 4                  | 31                 | —                  | —                  | —                  | 16                 | 55                 | —                  | 3                  | - : Платинен - : Платинен - : 2 пъти платинен - : Златен                                                                                 |
| 2010   | „'If We Ever Meet Again“ (песен на Тимбаленд, с участието на Кейти Пери)    | 37                 | 9                  | 4                  | 5                  | 9                  | 10                 | 1                  | —                  | 7                  | 3                  | - : Златен - : Платинен - : Златен - : Платинен - : Златен                                                                               |
| 2013   | „Who You Love“ (песен на Джон Мейър, с участието на Кейти Пери)             | 48                 | 95                 | 70                 | —                  | —                  | —                  | —                  | —                  | —                  | —                  | |
| 2017   | „Feels“ (песен на Калвин Харис, с участието на Фарел, Биг Шон & Кейти Пери) | 20                 | 3                  | 5                  | 2                  | 9                  | 21                 | 2                  | 18                 | 6                  | 1                  | - : Платинен - : Платинен - : 3 пъти платинен - : Диамантен - : 2 пъти платинен - : Златен - : Платинен - : 2 пъти платинен - : Платинен |

### Промоционални сингли
| Година | Заглавие                | Позиция в класация | Позиция в класация | Позиция в класация | Позиция в класация | Позиция в класация | Позиция в класация | Позиция в класация | Позиция в класация | Позиция в класация | Позиция в класация | Албум         |   |   |                 |
| ------ | ----------------------- | ------------------ | ------------------ | ------------------ | ------------------ | ------------------ | ------------------ | ------------------ | ------------------ | ------------------ | ------------------ | ------------- | - | - | --------------- |
| Година | Заглавие                | 2007               | „Ur So Gay“        | —                  | —                  | —                  | —                  | —                  | —                  | —                  | —                  | Албум         | — | — | One Of The Boys |
| 2010   | „Not Like The Movies“   | 53                 | —                  | 41                 | —                  | —                  | —                  | —                  | —                  | —                  | —                  | Teenage Dream |   |   |                 |
| 2010   | „Circle The Drain“      | 58                 | —                  | 30                 | —                  | —                  | —                  | 36                 | —                  | —                  | —                  | Teenage Dream |   |   |                 |
| 2012   | „Hummingbird Heartbeat“ | —                  | —                  | —                  | —                  | —                  | —                  | —                  | —                  | —                  | —                  | Teenage Dream |   |   |                 |
| 2013   | „Walking On Air“        | 34                 | 18                 | 12                 | 25                 | —                  | 20                 | 12                 | —                  | —                  | 80                 | Prism         |   |   |                 |